# The Man of Steel (revista em quadrinhos)
The Man of Steel é uma minissérie em seis edições publicada entre junho e agosto de 1986 pela editora de histórias em quadrinhos americana DC Comics. Escrita e desenhada pelo artista britânico naturalizado americano John Byrne, a série narra uma série de eventos que transcorrem durante cerca de dez anos e compõem a fictícia origem de Clark Kent, o super-herói conhecido como "Superman", mostrando o surgimento do herói e os primeiros anos de sua vida e desconsiderando da história do personagem toda a narrativa fictícia estabelecida até então, criando um novo cânone.
Considerada uma das obras mais representativas não apenas da história de Superman, mas também do período histórico em que se insere, The Man of Steel foi em geral bem recebida pela crítica e vendeu mais de um milhão de exemplares, mas tornou-se uma das mais controversas histórias em quadrinhos de super-herói já publicadas, pelas significativas mudanças que Byrne realizou com o personagem - embora bem aceita fora dos Estados Unidos, a história recebeu fortes críticas por parte de fãs americanos, descontentes com o "novo" Super-Homem. Ainda que as novas caracterizações, em particular a do vilão Lex Luthor, tenham influenciado inúmeras outras histórias deste então, a minissérie foi também alvo de revisões posteriores que buscaram abrandar as modificações na mitologia do personagem, reintroduzindo conceitos e personagens que haviam sido intencionalmente ignorados por Byrne, como a Fortaleza da Solidão, Krypto, o Super-Cão e a amizade entre Clark Kent e Lex Luthor durante a juventude de ambos.

## Antecedentes e contexto
Com a publicação, na 123ª edição da revista The Flash, da história "Flash of Two Worlds", surgiria o conceito do "Multiverso DC", uma representação ficcional da interpretação da mecânica quântica que propõe a existência de universo paralelos. A partir da história, ficaria estabelecido que os personagens surgidos durante o período denominado "Era de Ouro dos Quadrinhos" (entre 1938 e 1955), bem como as histórias por eles protagonizadas, pertenceriam a um universo paralelo denominado Terra 2, distinto daquele em que ocorriam as histórias publicadas pela editora durante a década de 1960. Embora bem-recebido inicialmente, o "multiverso" acabaria se revelando um conceito excessivamente confuso: inúmeros universos paralelos foram surgindo nos anos seguintes, o que acabaria por confundir os leitores, afastando-os das revistas e diminuindo consideravelmente as tiragens das publicações.
Frente esta situação, a editora decidiu que era preciso "unificar" todas as publicações sob um único universo coeso e compartilhado. Mas, para poder renovar os personagens, era preciso encerrar tudo que vinha sendo publicado. Aproveitando o fato que 1985 marcaria o 50º aniversário da editora, a DC Comics decidiu lançar o evento "Crise nas Infinitas Terras", uma minissérie em 12 edições que causaria a destruição de todas as "terras paralelas", estabelecendo uma nova e revitalizada história. Como parte dessa revitalização os principais personagens da editora teriam suas origens recontadas de forma modernizada. Além de The Man of Steel, seriam publicadas Batman: Ano Um e Lanterna Verde: Amanhecer Esmeralda. Em meados daquele ano, o editor Andrew Helfer já havia recebido da DC Comics a incumbência de escolher os escritores que trabalhariam nas revistas de Superman após a conclusão do evento. Vários autores foram abordados, contribuindo com propostas para a revitalização do personagem. A maioria dos profissionais consultados pretendia realizar um reboot do personagem e há registros de que, além de Byrne, pelo menos Frank Miller, Steve Gerber, Cary Bates, Elliot Maggin, Marv Wolfman e Alan Moore também tenham encaminhado propostas à editora.

## Produção
| |  |  |
| Em uma das duas capas da 1ª edição da minissérie, destaque para Superman e a explosão de Krypton. Na capa da 4ª edição, a nova caracterização de Luthor, um rico e influente empresário. |  |  |

### Origens e planejamento
O início do envolvimento de Byrne com o projeto não é claro. À época, o próprio afirmaria em entrevista à revista Amazing Heres que havia sido o escritor Marv Wolfman quem o havia convidado a participar da "competição" promovida pela DC Comics e elaborar uma proposta para Superman, enquanto Byrne ainda estava trabalhando para a Marvel Comics, concorrente direta da DC - e ele, empolgado com a ideia, teria mostrado para Helfer e para o editor e arte-finalista Dick Giordano qual era a sua visão para o personagem, caso assumisse os roteiros e desenhos de uma de suas revistas. Em 2002, numa entrevista para o site brasileiro Universo HQ, Byrne narraria os eventos de forma diferente: teria sido Giordano quem o havia convidado para o projeto, após o término do contrato com a Marvel. Em 2006, em entrevista publicada no livro Modern Masters: John Byrne, editado pela TwoMorrows Publishing, Byrne manteria o declarado na entrevista de 2002, apontando Giordano como o responsável por convidá-lo para participar do projeto.
De todas as propostas apresentadas para as revistas do personagem, a de Wolfman possuía tantas similaridades com a de Byrne que a editora convidaria o primeiro para participar da reformulação, assumindo o cargo de roteirista de uma das três revistas protagonizadas por Superman que acabariam sendo lançadas após The Man of Steel. Dentre os conceitos da autoria de Wolfman está a caracterização de Lex Luthor, que deixaria de ser um típico "cientista louco", e cujo conflito com Superman teria tido início quando ambos eram adolescentes vivendo em Smallville (a versão anterior de Luthor culpava Superman, então agindo ainda apenas como "Superboy", pelo acidente que o havia deixado calvo) e seria redefinido como um influente e inescrupuloso empresário de Metrópolis e um dos homens mais ricos do mundo - nas palavras de Byrne, "uma mistura entre Donald Trump, Ted Turner, Howard Hughes e talvez até Satã".
Após ser convidado para trabalhar com Byrne, Wolfman se reuniu com o escritor para lhe expor suas ideias para Lex Luthor, sob duas condições: a primeira era que Byrne não poderia aproveitar nem parte do conceito se não aceitasse a proposta de Wolfman integralmente, tal qual ele a ofereceria; e a segunda que, se a proposta fosse rejeitada por Byrne, Wolfman não aceitaria o convite e outra pessoa teria que ser o roteirista de Action. Byrne concordou com tais termos, e ouviu a proposta. Embora Byrne julgasse interessante o conceito proposto para Lex Luthor, acabaria por rejeitar a proposta, pois Wolfman queria redefinir também a caracterização de Lois Lane, transformando-a na amante do vilão, e isso entraria em conflito com a caracterização que Byrne já tinha em mente para a personagem. Os dois acabariam por chegar a um meio-termo: a caracterização de Wolfman para Luthor foi mantida, e Byrne retrataria Lois de acordo com o que já planejava.

### Lançamento da minissérie
Fazer uma minissérie contando a origem de Superman não estava nos planos originais nem de Byrne nem da editora. Seguindo o conceito de reboot, a equipe - não apenas Byrne, mas também Wolfman e o desenhista Jerry Ordway - havia planejado fazer com que cada uma das revistas dos personagem tivesse uma temática diferente, mas todas se dedicando aos primeiros anos de sua carreira, mostrando o seu amadurecimento e o aprendizado pelo qual passaria até se tornar um herói de destaque. Até o momento da assinatura do contrato, os editores da DC Comics também pareciam ter essa mesma pretensão de mostrar o personagem "aprendendo" a ser um super-herói durante as primeiras histórias. Segundo Byrne, assim que o primeiro ano de histórias começou a ser discutido, entretanto, editora começou a demonstrar que não mais apoiava essa ideia, insistindo que o personagem já fosse mostrado como um herói "estabelecido" - assim, surgiu The Man of Steel, uma forma resumida de contar o período de "aprendizado" pelo qual Superman teria passado.
Na primeira edição, originalmente, Clark Kent, já vivendo em Metrópolis, seria responsável por salvar um ônibus espacial antes mesmo de ter adotado a identidade de Superman. Entretanto, o ônibus espacial Challenger acabaria por explodir em janeiro de 1986, durante uma missão - e isso fez com que a primeira edição tivesse que ser alterada quando ainda estava sendo produzida, com a inclusão de uma "nave experimental da NASA" na roteiro. Como todas as revistas estavam sendo produzidas com razoável antecedência, tais alterações não implicaram em nenhum adiamento.
Em cada uma das seis edições da minissérie foram estabelecidas e/ou explicadas outras importantes características do personagem, que continuariam a ser exploradas nas histórias publicadas nos anos seguintes. Ao final de The Man of Steel, Clark Kent tem 28 anos e atua como Superman há cerca de pelo menos cinco anos. O fato de Superman usar uma roupa tão apertada, por exemplo, é explicado como decorrente da bioelectricidade do personagem - o "campo bioelétrico" do personagem seria tão desenvolvido que não apenas tornava-o mais resistente a danos, como também envolveria roupas coladas ao corpo, tornando-as igualmente mais resistentes. Byrne explicaria ainda como Superman podia se barbear ou cortar o cabelo e de que forma o Sol influenciava os seus super-poderes.

## Conceitos e temática

### Krypton e as "exigências indispensáveis" de Byrne
| |  |  |
| Dois retratos de Michael Netzer: à esquerda, Dick Giordano (1932-2010), arte-finalista da minissérie, e à direita, Jenette Kahn, publisher da editora à época. |  |  |

Byrne afirmou em mais de uma oportunidade ter apresentado à editora o que chamou de "Lista de Exigências Indispensáveis", apontando quais características do personagem ele entendia que precisavam ser alteradas - por exemplo, abandonar a existência de outros personagens que também teriam sobrevivido à explosão de Krypton, como Supergirl e Krypto, e elementos excessivamente fantásticos, como a Fortaleza da Solidão e a cidade engarrafada de Kandor - para uma verdadeira reformulação do personagem, sempre afirmando que apenas uma dessas "exigências" teria sido recusada pela editora.
Numa entrevista realizada em 2002, revelou qual teria sido a exigência recusada: "(...) um dos problemas que percebi que confrontaria com minha versão de 'único sobrevivente' era como ficaríamos sabendo que a kryptonita poderia matá-lo. Quero dizer, claro que todos nós sabemos que kryptonita pode matar o Super-Homem, mas no contexto da história do personagem, como saberíamos? E mais importante, como ele saberia? Minha solução foi não colocar o bebê Kal-El no foguete em direção à Terra, mas sim a sua mãe, Lara, grávida. Ela chegaria, daria à luz e o bebê ganharia seus poderes aos poucos. Então, Lara encontraria o único pedaço de kryptonita que chegou ao nosso planeta e, como resultado, morreria". Jenette Kahn, presidente da editora, teria vetado essa única ideia, por considerá-la excessivamente afastada da versão original.
Como alternativa à morte de Lara, Kahn propôs que a kryptonita fosse retratada como sendo um elemento radioativo responsável pela morte de kryptonianos antes mesmo da explosão do planeta. Byrne acabaria achando a sugestão melhor que a sua ideia original, e a implementaria. A caracterização de Krypton como um planeta frio e estéril, por mais peso que acabasse possuindo no projeto, não havia surgido exatamente por iniciativa de Byrne, mas de Dick Giordano, um dos editores da DC Comics e o arte-finalista da minissérie. Giordano queria que os leitores tivessem a impressão de que tudo seria diferente a partir da primeira página - e isso deveria começar com uma nova caracterização do planeta Krypton.
Inicialmente Byrne não pretendia modificar tanto o planeta e a personalidade dos pais de Superman, apenas retratá-los de forma mais futurista. Mas ao se questionar quais elementos de Krypton, especificamente, lhe incomodavam, Byrne percebeu que aquilo que mais lhe parecia prejudicial à história era o carinho (se não "patriotismo") com que Superman via o planeta. Assim, buscou retratar Krypton como um planeta pouco acolhedor - "um mundo que, no final, o Super-Homem ficaria feliz em deixar", nas suas palavras.

### Relação de Superman com os Estados Unidos
"(...) o "super-herói" é uma invenção exclusivamente americana. Em 1776, quando os americanos neófitos expulsaram os britânicos, eles estavam expulsando também mil anos de história britânica - e de repente o Rei Arthur, Robin Hood e todas essas lendas passaram à pertencer "aos vilões". Então os americanos começaram a inventar os seus próprios heróis. É natural, com o país se sentindo inseguro em ser "o novato" na cena global, que esses heróis tivessem que ser maiores, mais rápidos, mais inteligentes e mais fortes que os de qualquer outro lugar.

Britânico por nascimento, Byrne havia passado a maior parte de sua vida morando no Canadá e posteriormente se naturalizou americano. A sua identificação com o país e sua cultura foi determinante para sua visão da origem de Superman. O escritor defendia que a origem de Superman deveria ser contada como uma típica história americana de sucesso, a do imigrante que vem para o país e ali se estabelece.
Sendo também um imigrante, Byrne não compreendia porque o personagem valorizava tanto a sua herança kryptoniana, ao invés de assumir-se como um americano: "(...) pensei em elementos de Krypton que não gostei ao longo dos anos, e um deles era a maneira com a qual o Super-Homem se referia ao planeta, na maioria das vezes, como se fosse um kryptoniano, e a Terra significasse muito pouco para ele. Como uma pessoa que nasceu em um país e cresceu em outro, sempre achei que isso era errado. Eu tenho recordações da Inglaterra, mas tinha oito anos quando sai de lá, e não tinha nenhum 'patriotismo' junto de mim. Super-Homem era ainda mais jovem quando deixou Krypton. Para mim, cada vez que ele falava 'Krypton perdido' ou exclamava 'Grande Rao!' era como se estivesse cuspindo na cara de Martha e Jonathan Kent, as pessoas que realmente cuidaram dele, e lhe deram tudo (com exceção dos poderes) que fez dele o que era".
Consequentemente, Byrne viu que precisaria revisar a relação de Superman/Clark Kent com a cidade de Smallville, onde o personagem crescera. Como parte dessa "revisão" estaria uma mudança na dinâmica com Lana Lang, amiga de infância e namorada de Clark Kent na juventude. Byrne tinha a intenção de tornar Lana o interesse romântico do herói, mesmo após ele ter se mudado para Metrópolis, mas o "triângulo amoroso" entre Clark, Lois Lane e Superman era algo tido como "inviolável" pela editora. Assim, para justificar a posição de destaque que Lana tinha na vida de Superman e na mitologia do personagem, Byrne fez Clark revelar para sua namorada que possuía super-poderes antes de decidir se mudar para Metrópolis.

## Enredo
O enredo transcorre da seguinte forma:

### Sinopse
À milhares de quilômetros do planeta Terra havia Krypton. Por mais de cem mil anos, o planeta viveu um ritmo desenfreado de desenvolvimento - sua tecnologia era tão avançada que até o clima era controlado. Uma misteriosa doença, entretanto, estava atacando a população e já havia vitimado milhões de kryptonianos. O cientista Jor-El descobre que a causa dessa enfermidade era a excepcional pressão dentro da crosta do planeta, que havia fundido os elementos químicos nativos num novo metal, altamente radioativo, mas sua preocupação era outra: essa mesma pressão estava aumentando, e se aproximava de índices perigosamente suficientes para levarem à explosão do planeta. Por meses, ele havia pesquisado um planeta que pudesse abrigar seu filho, e havia encontrado na Terra a mais viável opção. Minutos antes da explosão que destruiria o planeta, Jor-El consegue lançar uma nave com seu filho.
Dezoito anos mais tarde, na cidade americana de Smallville, Kansas, o jovem Clark Kent é o maior astro do time de futebol americano de sua escola. Seu pai, Jonathan Kent, o busca logo após mais um jogo no qual Clark é responsável pela vitória do time e o leva até à fazenda da família, onde lhe revela a nave onde Clark estava quando foi encontrado por Jonathan e sua esposa, Martha. Por sorte, naquele mesmo dia a região foi vitimada por uma nevasca que isolou os três na fazenda por meses, permitindo que Clark fosse anunciado como filho do casal. Como o passar dos anos, Clark foi desenvolvendo poderes e habilidades sobre-humanas e a revelação de sua origem o faz refletir sobre o seu papel no mundo. Ele decide abandonar Smallville e pelos sete anos seguintes viaja ao redor do globo, realizando sempre pequenas interferências, impedindo vários desastres sem nunca ser descoberto, até que, durante a comemoração do aniversário de 250 anos da cidade de Metrópolis, viu sua identidade ser revelada ao mundo.
Clark estava na multidão, e era uma das inúmeras pessoas que assistiam ao pouco da nave espacial Constitution até que um pequeno avião acidentalmente colidir-se com a nave. Sem opção, Clark saiu voando e, usando sua super-força, guiou a nave até um pouso seguro. Assustado com a reação do público, ele retorna para Smallville, e, com a ajuda de seus pais, elabora um traje e uma identidade para utilizar sempre que precisar ajudar alguém. Como codinome, ele adotada a alcunha utilizada pelas manchetes de jornal que relataram o salvamento da nave: "Super-Homem". Pelas semanas seguintes o "Super-Homem" realiza diversas intervenções públicas em Metrópolis, e Clark Kent é contratado pelo jornal Planeta Diário após "conseguir" a primeira entrevista exclusiva com o herói. Dezessete meses depois, Lois Lane ainda mantém certa rivalidade com Kent por ele ter conseguido "a notícia do século" antes dela. Numa determinada noite, os dois repórteres são convidados por Lex Luthor para uma festa que seria realizada no iate do empresário. Durante o evento, um grupo de terroristas sul-americano invade a embarcação. Luthor já havia tomado conhecimento da possibilidade de um ataque - mas, interessado em medir as habilidades de Superman, que provavelmente iria intervir na situação, ordenara que sua equipe de segurança nada fizesse a menos que o herói não aparecesse. Superman, como previsto, surge no local e enfrenta os terroristas, derrotando-os facilmente. Quando Luthor entrega um cheque de 25 mil dólares para Superman e revela que sabia do ataque e intencionalmente não havia feito nada para impedi-lo, o prefeito de Metrópolis, um dos convidados, nomeia Superman um "agente especial de polícia" e ordena que Luthor seja preso. Três dias depois Luthor, humilhado, se encontra com o herói e, ressentido, afirma que os dois agora são inimigos, e que ele se dedicará ao descrédito e destruição do herói.
Narrando aproximadamente dez anos na vida de Clark, a minissérie mostra ainda as primeiras tentativas de Lex Luthor para desacreditar Superman, e o primeiro encontro do herói de Metrópolis com Batman, durante uma viagem à Gotham City - Superman havia ido até a cidade com o objetivo de capturar Batman, cujo vigilantismo era considerado ilegal, mas os dois acabam tendo que trabalhar juntos contra Magpie, uma vilã que atacava a cidade.

### Principais personagens
- Clark Kent é um estudante secundário quando a história tem início. Byrne inverteu a caracterização do personagem, fazendo com que Clark deixasse de ser um disfarce que Superman adotava em Metrópolis.[23] Em The Man of Steel "Superman" é a identidade que Clark adota para poder usar seus poderes em público;
- Jonathan e Martha Kent, os pais adotivos de Clark. Numa cena tida como significativa pela crítica[24] é a própria Martha quem costura o uniforme de "Superman" para o filho usar;
- Lois Lane: Era essencial para Byrne retratar Lois como uma mulher carismática.[12] Em The Man of Steel, ele afastou a personagem do arquétipo da "donzela em apuros" e a retratou como uma experiente e independente jornalista;[11]
- Lex Luthor: Um dos três homens mais ricos do mundo, Luthor é retratado de forma completamente diferente de como fora nos 50 anos anteriores. Não mais um "cientista louco", em The Man of Steel Luthor é um empresário de Metrópolis cuja influência e admiração junto ao povo é eclipsada pelo surgimento de Superman;[11][25]
- Batman tem um papel de destaque na terceira edição da minissérie, inicialmente como adversário de Superman e, posteriormente, como um breve aliado. Uma das alterações mais significativas de The Man of Steel está justamente no relacionamento entre Superman e Batman: antes de 1986, os dois eram retratados como amigos e até dividiram uma mesma revista, mas daquele ponto em diante seriam caracterizados quase que como adversários, por seus distintos métodos de trabalho. Ao invés de amigos, os dois passariam a reservar apenas certo respeito um pelo outro.[23][11]

## Publicação e análise contemporânea
A primeira edição, lançada com duas versões diferentes de capa, teria sido a primeira revista a superar 1 milhão de exemplares vendidos desde a década de 1940, segundo estimativas da época. The Man of Steel foi indicada ao Kirby Award de 1987 na categoria "Melhor minissérie" e foi, em geral, bem-recebida pela crítica contemporânea, além de ter atraído considerável atenção do público. O periódico The Comics Journal, à época, apontou a minissérie como um dos mais significativos exemplos da atenção que a DC Comics vinha recebendo naquele ano de 1986, particularmente se em comparação com a fracassada linha editorial "Novo Universo", publicada pela Marvel Comics no mesmo período. Embora fosse apontado que Byrne era um dos autores renomados que estava contribuindo para reerguer a editora, criticou-se as mudanças promovidas, que haviam removido uma das mais importantes características de Superman - a dicotomia, o fato do super-herói se disfarçar como "um pacato repórter de um jornal metropolitano" - ao fazer de Clark Kent a personalidade predominante, e, consequentemente, transformar Clark numa pessoa essencialmente arrogante, que usava os poderes com os quais fora abençoado para virar um astro do futebol
A minissérie reavivou o interesse pelo personagem, e mais do que duplicou a tiragem de suas revistas nos Estados Unidos. Em mais de uma oportunidade The Man of Steel foi apontada como a razão pela qual muitas pessoas teriam se interessado ou voltado a interessar-se pelo personagem e tanto a contratação de Byrne para trabalhar na DC Comics quanto as mudanças que ele iria promover com o personagem foram ações consideradas ousadas para o mercado da época.
No Brasil, a minissérie foi publicada originalmente pela Editora Abril em formatinho e republicada posteriormente nas seguintes oportunidades:
- Em 2006, pela Mythos Editora, a seis edições foram republicadas pela primeira vez no formato original;[25]
- Em 2008, pela Panini Comics, que durante a comemoração dos 70 anos da DC Comics, lançou uma coleção em seis volumes dedicada à republicação de algumas das maiores histórias da editora. O primeiro volume, destinado às histórias estreladas por Superman, republicou dez histórias do personagem, incluindo The Man of Steel #1.[32]
- A Panini Comics incluiria outras duas edições da minissérie numa coleção comemorando os 70 Anos de Superman. Enquanto o segundo volume, intitulado "As maiores histórias de Superman e Batman", republicou The Man of Steel #3,[33] o terceiro, intitulado "Superman vs. Lex Luthor", republicou The Man of Steel #4;[34]
- Em 2011, novamente pela Panini Comics, no quarto volume da coleção "DC 75 anos", reunindo as histórias mais emblemáticas da "Era Moderna" dos quadrinhos (período histórico que, segundo a editora, compreenderia as histórias publicadas desde 1986[nota 5]), The Man of Steel #1 foi republicada;[36]
- Em 2016, foi publicada de forma integral pela editora Eaglemoss, como parte da "DC Comics Coleção de Graphic Novels".[37]

## Legado

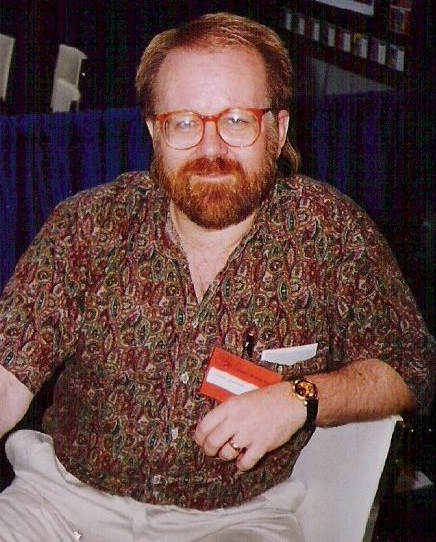
John Byrne em foto de 1992.

A minissérie de Byrne exerceu profunda influência no trabalho realizado na década de 1990 nas revistas do personagem. Embora Krypton continuasse sendo retratado como um planeta frio e estéril povoado por uma sociedade amoral, e Superman continuasse a se identificar mais com o seu planeta adotivo, um dos elementos da mitologia do personagem mais relacionados ao planeta seria reincorporado logo no início daquela década: a "Fortaleza da Solidão", uma estrutura no Ártico que serve como base de operações para Superman.
A partir de 1999, quando Eddie Berganza assumiu as funções de editor responsável pelas histórias de Superman, outros elementos do personagem seriam revisados. Sem que The Man of Steel fosse desconsiderado da continuidade, vários conceitos e personagens que a minissérie havia desconsiderado foram reincorporados, em particular àqueles ligados às histórias produzidas entre 1960 e 1970: Krypton passou a ser retratado de maneira mais positiva, uma Supergirl prima de Superman e também nascida em Krypton surgiu, e Krypto, o Super-Cão voltou a fazer parte do elenco de apoio do personagem.
O historiador Timothy Callahan, em matéria publicada no site americano Comic Book Resources, embora apresentando um posicionamento não muito favorável ao trabalho de Byrne, tanto na minissérie quanto nos anos seguinte, apontou quanto ao impacto das histórias: "Os conceitos da Era de Prata e da Era de Bronze podem ter retornado, mas o homem no centro das histórias não mudou tanto assim do que John Byrne nos deu no final de 1986. Ele pode ser bem mais poderoso hoje, mas ainda é o Super-Homem com esperanças e medos, é o Super-Homem que é mais homem do que alienígena".

### Revisionismo
Inicialmente, a DC Comics evitou realizar modificações na história de origem contada por Byrne, preferindo dar continuidade às histórias modernas. Em 1995, houve a primeira tentativa de "revisar" The Man of Steel, com a inclusão de novos elementos que não alterassem significativa os eventos, mas expandissem as histórias contadas por Byrne. Quatro edições especiais foram lançadas com um mesmo tema - "Ano Um" - e objetivo - contar histórias situadas no primeiro ano em que Clark Kent atuou como Superman. Adventures of Superman Annual #7, escrita por Karl Kesel e desenhada por Ron Wagner, expandiu a trama de Man of Steel #2, mostrando a criação da Intergangue e detalhando o papel da Capitã Maggie Sawyer na "Divisão de Crimes Especiais" da Polícia de Metropólis. Os eventos desse período também são abordados em Superman Annual #7.
Uma leve alteração ocorreu em Superman: The Man of Steel Annual #4: A trama de Man of Steel #3 é expandida para mostrar Superman se encontrando também com a Liga da Justiça. Action Comics Annual #7 também mostra uma história situada o "ano um", mas sem uma indicação específica, e retrata a primeira viagem de Superman para outro planeta. Posteriormente seria publicada a minissérie The Kents, situada num período anterior à todas as demais histórias: a trama publicada entre 1997 e 1998 narrava a história dos primeiros membros da família Kent a morar no Kansas, no ano de 1853.
Entre 2003 e 2004, a origem do personagem foi reformulada por Mark Waid na minissérie em doze partes Superman: Birthright, que novamente estabeleceu Luthor como amigo de Clark Kent durante a juventude de ambos em Smallville, mas manteve Superman como um herói cuja carreira começou quando adulto. Dentre as características do personagem destacadas na história estava o fato dele ser um vegetariano, suas viagens pelo mundo antes de se tornar um super-herói e a sua primeira aparição pública. Em The Man of Steel o personagem aparecia em público sem uniforme salvando uma "nave experimental", algo que, segundo Waid, fazia todo o sentido na época em que a história foi publicada, dada a popularidade do programa de ônibus espaciais da NASA, mas que no século XXI já era associado a um conceito datado.
Outros pontos incomodavam Waid - o personagem ter aparecido sem estar usando o uniforme que o caracterizava, por exemplo. Disse: "[A história narrada por Byrne] era basicamente um produto de seu tempo, como deveria ser. Ônibus espaciais eram uma parte (...) muito importante da cultura americana, que tinham um impacto, significado e relevância muito maior vinte anos antes. Além disso, por 'Birthright' estabelecer que o traje em si possui um maior peso cultural sobre Clark, que é uma parte essencial da sua identidade como Superman, foi decidido que, embora pudessem ser incluídas passagens que permitissem que o incidente envolvendo o ônibus espacial havia acontecido em outra oportunidade, a estreia de Superman deveria ser trajando o uniforme".
Em 2006, Geoff Johns assumiria o cargo de roteirista da revista Action Comics, e ao lado de Kurt Busiek (responsável pelos roteiros de Superman) começaria a incluir referências inéditas aos primeiros anos da vida de Superman. Todo esse trabalho culminaria, em 2009, na produção de Superman: Secret Origin, uma minissérie em seis partes produzida com o intuito de contar a "história definitiva" dos primeiros anos de Superman, incorporando elementos não apenas do trabalho de Waid e Byrne, mas também das histórias produzidas antes de 1986. Foi mantida a ideia de que Superman começou a sua carreira de super-herói quando adulto, mas incorporou-se ao cânone as aventuras que ele teria tido quado jovem com a Legião dos Super-Heróis. Da mesma forma, foi mantida a amizade de Luthor e Superman durante a juventude dos dois, mas Luthor continuou sendo caracterizado como um dos empresário influentes e inescrupoloso.

### Avaliação em retrospecto
Mesmo já tendo se passado mais de vinte anos de sua publicação original, a história ainda é alvo de constantes debates. Aqueles que enxergam a histórias de forma negativa apontam que "[Byrne] foi tão radical que acabou eliminando muito do apelo básico do herói e criando algo diferente e quase irreconhecível para os antigos fãs", conforme sintetizou Marcus Medeiros, do site brasileiro Omelete em 2006. Embora jornalistas como Brian Cronin, do site americano Comic Book Resources, argumentem que "existiam mais semelhanças entre as histórias do Superman pré-Byrne e o trabalho dele nas revistas do que diferenças", as mudanças promovidas por Byrne continuam sendo vistas como controversas até por profissionais dos quadrinhos. The Man of Steel é costumeiramente citada se não como uma das melhores, pelo menos como uma das mais importantes histórias do personagem, e sua influência continua sendo percebida pela crítica em obras posteriores.